# Microspirobolus manserichus
Microspirobolus manserichus är en mångfotingart som beskrevs av Chamberlin 1941. Microspirobolus manserichus ingår i släktet Microspirobolus och familjen slitsdubbelfotingar. Inga underarter finns listade i Catalogue of Life.